# Gradiška, Bosna in Hercegovina
Gradiška (nekoč Bosanska Gradiška) je naselje oziroma mesto na desnem bregu Save, ki je imelo 1991 okoli 17.000 prebivalcev in središče istoimenske občine (s 60.000 prebivalci leta 1991) v Republiki Srbski, Bosna in Hercegovina. Na levem bregu Save, ki je meja s Hrvaško, je bistveno manjša Stara Gradiška, v njeni bližini pa Nova Gradiška.

## Prebivalstvo

### Občina Gradiška (Bosanska Gradiška)
| Pregled števila prebivalcev po letih | Pregled števila prebivalcev po letih | Pregled števila prebivalcev po letih | Pregled števila prebivalcev po letih | Pregled števila prebivalcev po letih | Pregled števila prebivalcev po letih | Pregled števila prebivalcev po letih | Pregled števila prebivalcev po letih | Pregled števila prebivalcev po letih | Pregled števila prebivalcev po letih | Pregled števila prebivalcev po letih | Pregled števila prebivalcev po letih |
| ------------------------------------ | ------------------------------------ | ------------------------------------ | ------------------------------------ | ------------------------------------ | ------------------------------------ | ------------------------------------ | ------------------------------------ | ------------------------------------ | ------------------------------------ | ------------------------------------ | ------------------------------------ |
| 1879                                 | 1885                                 | 1895                                 | 1910                                 | 1921                                 | 1931                                 | 1948                                 | 1953                                 | 1961                                 | 1971                                 | 1981                                 | 1991                                 |
| -                                    | -                                    | -                                    | -                                    | -                                    | -                                    | -                                    | -                                    | -                                    | 53.581                               | 58.095                               | 59.974                               |

| Narodna sestava prebivalstva po letih | Narodna sestava prebivalstva po letih | Narodna sestava prebivalstva po letih |
| --- | --- | --- |
| 1971 | 1981 | 1991 |
| . skupaj: 53.581 Srbi 35.038 (65,39 %) Muslimani 12.688 (23,68 %) Hrvati 4.415 (8,23 %) Jugoslovani 415 (0,77 %) drugi in neznano 1.025 (1,91 %) | . skupaj: 58.095 Srbi 32.825 (56,50 %) Muslimani 13.026 (22,42 %) Hrvati 3.544 (6,10 %) Jugoslovani 7.255 (12,48 %) drugi in neznano 1.445 (2,48 %) | . skupaj: 59.974 Srbi 35.753 (59,61 %) Muslimani 15.851 (26,42 %) Hrvati 3.417 (5,69 %) Jugoslovani 3.311 (5,52 %) drugi in neznano 1.642 (2,73 %) |

### Gradiška (naselje)
| Pregled števila prebivalcev po letih | Pregled števila prebivalcev po letih | Pregled števila prebivalcev po letih | Pregled števila prebivalcev po letih | Pregled števila prebivalcev po letih | Pregled števila prebivalcev po letih | Pregled števila prebivalcev po letih | Pregled števila prebivalcev po letih | Pregled števila prebivalcev po letih | Pregled števila prebivalcev po letih | Pregled števila prebivalcev po letih | Pregled števila prebivalcev po letih |
| ------------------------------------ | ------------------------------------ | ------------------------------------ | ------------------------------------ | ------------------------------------ | ------------------------------------ | ------------------------------------ | ------------------------------------ | ------------------------------------ | ------------------------------------ | ------------------------------------ | ------------------------------------ |
| 1879                                 | 1885                                 | 1895                                 | 1910                                 | 1921                                 | 1931                                 | 1948                                 | 1953                                 | 1961                                 | 1971                                 | 1981                                 | 1991                                 |
| -                                    | -                                    | -                                    | -                                    | -                                    | -                                    | -                                    | -                                    | -                                    | 9.585                                | 13.475                               | 16.841                               |

| Narodna sestava prebivalstva po letih | Narodna sestava prebivalstva po letih | Narodna sestava prebivalstva po letih |
| --- | --- | --- |
| 1971 | 1981 | 1991 |
| . skupaj: 9.585 Muslimani 5.377 (56,09 %) Srbi 2.911 (30,37 %) Hrvati 808 (8,42 %) Jugoslovani 306 (3,19 %) drugi in neznano 183 (1,90 %) | . skupaj: 13.475 Muslimani 5.033 (37,35 %) Srbi 4.251 (31,54 %) Hrvati 730 (5,41 %) Jugoslovani 3.218 (23,88 %) drugi in neznano 243 (1,80 %) | . skupaj: 16.841 Muslimani 7.188 (42,68 %) Srbi 6.502 (38,60 %) Hrvati 781 (4,63 %) Jugoslovani 1.788 (10,61 %) drugi in neznano 582 (3,45 %) |

Napomena: V letih 1971. in 1981, brez nekdanjeg naselja Nasip, ki je v teh letih bilo samostojno naselje.

## Galerija
- Središče Gradiške
- Most čez Savo v Gradiški
- Pravoslavna cerkev "Presveta Bogorodica"